# The Swingle Singers

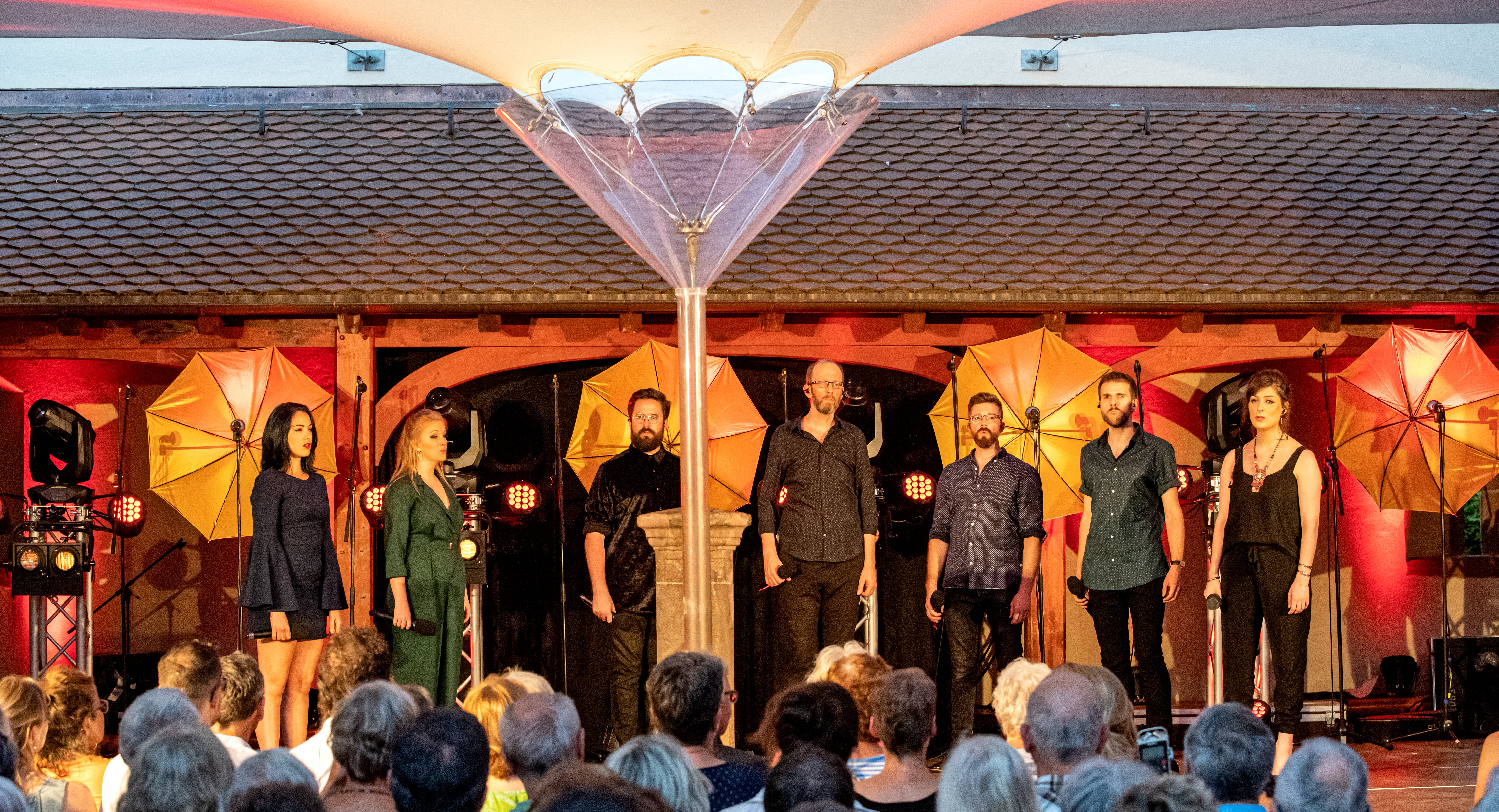
The Swingles op Black Forest Voices Festival in Kirchzarten (Duitsland) op 29 juni 2019

The Swingle Singers was een in 1962 opgericht Frans a capella-octet uit Parijs

## Bezetting
Het ensemble werd onderverdeeld in vier vrouwen- en vier mannenstemmen, die met een licht variërende bezetting meestal twee bovenstemmen en een onderstem bij de vrouwen (sopraan I, sopraan II en alt) zongen en het analoge bij de mannenstemmen (tenor I, tenor II en bas). Tijdens de jaren 1960 waren dit:
- Jeanette Baucomont, sopraan, prijswinnares voor pianospel en zang, operazangeres en lid van de 'Societe de Musique Ancienne'.
- Christiane Legrand, sopraan, ze is afkomstig uit een muzikantenfamilie, ook opgeleid in piano en zang.
- Anne Germain, alt, studeerde ook piano en zang.
- Alice Herald, alt, studeerde piano en zang en harmonieleer bij haar vader, een professor van het Parijse Conservatorium.
- Claude Germain, tenor, echtgenoot van Anne Germain, prijswinnaar voor pianospel van de muziekschool van Parijs, ook werkzaam als dirigent.
- Claude's broer José Germain, bas, speelt piano, viool, klarinet en saxofoon en is met zijn swing- en gevoel voor ritme de hoeksteen van het ensemble.
- Jean Cussac, bas, prijswinnaar van de zangklas van het Parijse Conservatorium en actief als Bachzanger.

## Geschiedenis
The Swingle Singers zongen bijna altijd met versterkingstechniek om de stille, afgestemde en snelle stemmen hoorbaar te maken voor het publiek. De groep onderscheidde zich door een lichte, flexibele en snelle intonatie en stembehandeling. Ze werden bekend, toen ze zich presenteerden met klassieke muziek en stukken speelden van componisten als Wolfgang Amadeus Mozart en Johann Sebastian Bach, onderlegd met lettergrepen van de scatzang, zonder begeleidende instrumenten. De groep bracht meer dan veertig geluidsdragers uit.
Voorgangers van de groep waren ook de Franse zangensembles Blue Stars onder leiding van Blossom Dearie en Les Double Six onder leiding van Mimi Perrin, die ook hadden samengewerkt met Quincy Jones. In beide groepen waren latere leden van The Swingle Singers, waaronder Christiane Legrand werkzaam. The Swingle Singers zelf begonnen in 1962 in Parijs samen te zingen. Ze bestonden uit studiomuzikanten en waren als achtergrondzangers werkzaam voor Édith Piaf, Charles Aznavour en Michel Legrand. Verveeld door de achtergrondzang had Ward Swingle het idee om instrumentale nummers a capella ten gehore te brengen en met lettergrepen van de scatzang te onderleggen.
De eerste plaat Bach's Greatest Hits (1963), was in Frankrijk geen groot succes, maar werd in de Verenigde Staten een kassucces. Naast enige tijd in de top 10 plaatste de lp zich anderhalf jaar lang in de top 100. Bovendien kreeg de groep een Grammy Award als «Best New Artist» en net als de beide volgende platen als «Best Performance by a Chorus». Na de eerste plaatopnamen begonnen The Swingle Singers ook live op te treden. De daaropvolgende jaren toerde het ensemble door de hele wereld, nam meer dan een dozijn platen op, onder andere in september 1966 met het Modern Jazz Quartet in Parijs en maakten ze deel uit van de wereldpremière van Sinfonia, een stuk voor acht stemmen en orkest van Luciano Berio (1969). Al die tijd bleven ze trouw aan hun stijl met composities van Johann Sebastian Bach en Georg Friedrich Händel tot Georg Philipp Telemann, Wolfgang Amadeus Mozart, Ludwig van Beethoven, Frédéric Chopin en enkele Spaanse componisten van de vroege 20e eeuw. In 1973 gingen de zangers uit elkaar en werd de groep ontbonden. Binnen hun tienjarige bestaan waren er betrekkelijk weinig mutaties in de bezetting. Vier leden waren erbij vanaf het begin.
In 1973 vertrok Ward Swingle naar het Verenigd Koninkrijk en formeerde daar de groep opnieuw. Ze traden vooreerst op onder de namen Swingle II, The Swingles, The New Swingle Singers en uiteindelijk met toestemming van de voormalige Franse leden weer onder de naam The Swingle Singers. Het doel van Swingle was om het repertoire uit te breiden. Aldus zong de groep madrigaal, hits uit de jaren 1960 en 1970, kerstliederen, nummers in bigband-sound en werken van Luciano Berio, waaronder Cries of London. In de loop der tijd completeerden steeds meer a-capella-nummers het repertoire en de groep begon concerten te zingen zonder instrumentale begeleiding. Tot dit tijdstip traden The Swingle Singers altijd onder begeleiding op van een ritmegroep, bestaande uit piano resp. keyboard, contrabas en drums. In 1984 verliet Swingle de groep, haalde Jonathon Rathbone als tweede tenor bij het ensemble en droeg de leiding over aan Olive Simpson (eerste sopraan) en Simon Grant (eerste bas).
In de daaropvolgende jaren begonnen The Swingle Singers het Aziatische gebied te ontginnen en vervolgden ze de samenwerking met eigentijdse componisten. De leden wisselden in de loop der tijd, zodat tegenwoordig een jong ensemble de podia van de wereld bereist. In 2000, waarin de sterfdag van Johann Sebastian Bach voor de 250e keer werd herdacht, gaf de groep zes componisten de opdracht om door Bach geïnspireerde stukken te schrijven. De bekendste van hen was Michael Nyman. De samenwerking met de MOMIX dance company en een reeks componisten completeert de vertolking van het typische Swingle Singers-repertoire.

## Discografie
Amerikaanse titels tussen haakjes.

### Lp's
Franse groep (1963–1973)
- Jazz Sebastien Bach (Bach's Greatest Hits)
- Les Swingle Singers: Ein Porträt - Übernahme Eterna (DDR) Philips Records, 1966
- Going Baroque
- Swinging Mozart (Anyone for Mozart?)
- Swinging Telemann (Rococo a Gogo)
- Place Vendome	(Encounter)
- Les Romantiques (Getting Romantic)
- Sounds of Spain (Spanish Masters)
- Noels sans Passport (Christmastime)
- Jazz Sebastien Bach II (Back to Bach)
- Les Quatre Saisons (The Joy of Singing)
- Sinfonia (van Luciano Berio)
- American Look
- Bitter Ending

Britse groep (sinds 1973)
- Madrigals
- Words and Music
- Rags & All That Jazz
- Baroque
- French & English Part Songs
- Lovin' You
- Swingle Bells
- No Time to Talk
- Skyliner
- Folio
- Sonnets of Desolation (door Ben Johnston)
- Sinfonia (van Luciano Berio, Dir. Pierre Boulez)

### Cd's
Franse groep (1963–1973)
- Jazz Sebastian Bach (bevat de lp's Jazz Sebastian Bach en Jazz Sebastian Bach II)
- Anyone for Mozart, Bach, Handel, Vivaldi? (bevat de lp's Going Baroque en Swinging Mozart)
- Compact Jazz (bevat de lp's Place Vendome, Les Romantiques en Sounds of Spain)

Britse groep (sinds 1973)
- A-Ronne / Cries of London
- Mazapegul (van Azio Corghi)
- Nothing but Blue Skies (t.g.v de 100e verjaardag van Irving Berlin)
- Best of the Swingle Singers
- Folk Songs
- A Cappella Amadeus
- Compilation Album (Reflections & Live at Ronnie Scotts)
- The Christmas Album
- 1812
- The Bach Album
- If It's Music …
- Notability
- Story of Christmas
- Pretty Ringtime
- New World
- Live
- Screen Tested
- Best of the Swingle Singers
- Ticket to Ride
- Keyboard Classics
- Live in Japan
- Mood Swings
- Retrospective
- … Unwrapped!
- Dido's Lament
- Live in New York ’82
- Beauty and the Beatbox
- Ferris Wheels